# Peruvian Skies
«Peruvian Skies» es la tercera pista del álbum Falling Into Infinity de la banda de metal progresivo Dream Theater. En la pista de comentarios del video 5 Years in a LIVEtime, Mike Portnoy, haciendo referencia al contraste entre las partes de la canción, nombra a la canción como una fusión entre Pink Floyd y Metallica (de hecho, en este video, en la canción aparece intercalado el riff de Have a Cigar de Pink Floyd y el de Enter Sandman de Metallica).

## Acerca de la lírica
La canción está basada sobre un artículo que John Petrucci leyó sobre una chica abusada en Perú, y de allí viene el título también.